# Gregor Townsend
Gregor Peter John Townsend (Galashiels, 26 aprile 1973) è un allenatore ed ex giocatore di rugby a 15, già internazionale per la Scozia e per i British and Irish Lions nel ruolo di mediano d'apertura; da allenatore ha guidato la franchise scozzese del Glasgow Warriors e, dal 2017, è il commissario tecnico della Scozia.

## Biografia
Townsend, riconosciuto come uno tra i mediani d'apertura più talentuosi prodotti dal rugby scozzese, crebbe nel Gala RFC, club della sua città natale di Galashiels nei Borders.
Nel 1992 ebbe una breve esperienza in Australia nel Warringah RFC, squadra di Sydney e, al ritorno, debuttò in Nazionale scozzese durante il Cinque Nazioni 1993 a Twickenham contro l'Inghilterra.
Nel 1995 fu di nuovo al Warringah e rifiutò un'offerta di Rod Macqueen per entrare nella appena formatasi franchise di Canberra degli ACT Brumbies.
Divenne professionista nel 1996 e si trasferì in Inghilterra al Northampton per un biennio; nel 1997 prese parte al tour dei British and Irish Lions in Sudafrica, in due test match dei quali scese in campo.
Nel 1998 fu in Francia al Brive e poi al Castres e, nel 1999, alla Coppa del Mondo con la Scozia.
Nel 2002 fu alla neonata formazione scozzese di Celtic League dei Borders e fu, ancora, presente alla Coppa del Mondo di rugby 2003 in Australia, nel corso della quale disputò a Brisbane il suo ultimo incontro internazionale, proprio contro i padroni di casa degli Wallabies.
Al momento del suo ritiro internazionale aveva 82 presenze (più due con i British Lions) che ne facevano all'epoca il recordman di presenze per la Scozia.
Subito dopo il suo ritiro internazionale Townsend annunciò di avere firmato un contratto semestrale per la franchise sudafricana di Super 12 degli Sharks, con cui disputò la stagione di Super 12 2004 prima di tornare di nuovo in Francia per una stagione al Montpellier e, infine, terminare la sua carriera di nuovo ai Border Reivers, complice anche la chiusura del club nel piano di riduzione operato nel 2007 dalla federazione scozzese.
Nel giugno 1999 era stato anche insignito dell'onorificenza di membro dell'Ordine dell'Impero Britannico per i suoi contributi al rugby scozzese
Subito dopo il ritiro divenne allenatore in seconda della Scozia, prima come collaboratore di Frank Hadden, poi di Andy Robinson; dal 2012 è l'allenatore-capo dei Glasgow Warriors, franchise di Pro12.

## Palmarès

### Allenatore
- Pro12: 1
Glasgow Warriors: 2014-15